# Fannia speciosa
Fannia speciosa är en tvåvingeart som först beskrevs av Villeneuve 1898.  Fannia speciosa ingår i släktet Fannia och familjen takdansflugor. Arten är reproducerande i Sverige. Inga underarter finns listade i Catalogue of Life.